# ترمولت
ترمولت (به فرانسوی: Trémoulet) یک کمون در فرانسه است که در Canton of Saverdun واقع شده‌است.

## خصوصیات
ترمولت ۳٫۸۹ کیلومترمربع مساحت و ۸۵ نفر جمعیت دارد و ۲۷۰ متر بالاتر از سطح دریا واقع شده‌است.